# پیچیده (ترانه)
«پیچیده» (انگلیسی: Complicated) ترانه‌ای از آوریل لوین، خواننده-ترانه‌پرداز کانادایی و اولین تک‌آهنگ از اولین آلبوم استودیویی او به‌نام رها کردن است که در ۱۴ مه ۲۰۰۲ منتشر شد. این ترانه توسط لوین، لورن کریستی و تیم ماتریکس نوشته شد که ماتریکس تهیه‌کنندهٔ اثر هم بودند.
«پیچیده» برای ۶ هفته در جدول آلبوم‌های استرالیا و برای ۹ هفته در نیوزیلند شمارهٔ ۱ چارت‌های موسیقی بود. این ترانه در ایالات متحده تا ردهٔ دوم ۱۰۰ آهنگ داغ بیلبورد صعود کرد و بالاترین جایگاهش در جدول تک‌آهنگ‌های بریتانیا سوم بود. بر اساس جدول‌های فروش، «پیچیده» موفق‌ترین ترانهٔ لوین و همچنین یکی از موفق‌ترین ترانه‌های سال ۲۰۰۲ بوده‌است. «پیچیده» نامزد دریافت دو جایزه گرمی برای «ترانه سال» و «بهترین اجرای آوازی زن پاپ» هم شده‌است.

## پیشینه
«پیچیده» ترانه‌ای در مورد این است که چطور انسان‌ها می‌توانند دروغین باشند. لوین در مصاحبه‌ای اعلام کرده بوده که این ترانه جزئی از تجربه خودش با دوستانش است که چطور می‌توانستند دروغین باشند، «گاهی اوقات مردم از اینکه راستی نیستند مرا اذیت می‌کنند، از اینکه آنها فقط، مثل این هستند که صورتی را می‌گذارند و دو صورت داشته باشند…».

## موزیک ویدئو
این ویدئو به کارگردانی مالویز، با لوین که از دوستانش می‌خواهد برای خراب کردن فروشگاه دست به کار شوند، شروع می‌شود. دوستانش (اعضای گروه) با شور و شوق پاسخ مثبت می‌دهند. این ویدئو لوین و باند او را نشان می‌دهد که باعث آزار خریداران و کارکنان فروشگاه می‌شوند… این ویدئو در طول دو روز ضبط شد و در حین فیلم‌برداری، فروشگاه باز بود.

## جوایز
| سال  | مراسم جایزه                 | جایزه                           | نتیجه    |
| ---- | --------------------------- | ------------------------------- | -------- |
| ۲۰۰۲ | جایزه موزیک ویدئو ام‌تی‌وی    | بهترین خواننده جدید در یک ویدئو | برنده    |
| ۲۰۰۳ | جایزه گرمی                  | بهترین خواننده پاپ زن           | نامزدشده |
| ۲۰۰۳ | جایزه گرمی                  | ترانه سال                       | نامزدشده |
| ۲۰۰۳ | جایزه جونو                  | تک‌آهنگ سال                      | برنده    |
| ۲۰۰۳ | جایزه موسیقی رادیو          | ترانه سال                       | برنده    |
| ۲۰۰۳ | جوایز ایوور نولو            | ترانه برتر بین‌المللی سال        | برنده    |
| ۲۰۰۳ | ام‌تی‌وی ژاپن                 | بهترین هنرمند نو در یک ویدئو    | برنده    |
| ۲۰۰۳ | جایزه موسیقی رادیویی کانادا | بهترین هنرمند نو                | برنده    |
| ۲۰۰۳ | جایزه موسیقی رادیویی کانادا | بهترین تک‌آهنگ جدید              | برنده    |
| ۲۰۰۳ | [جوایز سوکان                | جایزه موسیقی پاپ                | برنده    |
| ۲۰۰۳ | ام‌تی‌وی برزیل                | بهترین ویدئو کلیپ بین‌المللی     | نامزدشده |

## رتبه در جدول‌ها
| جدول (۲۰۰۲)                       | بالاترین رتبه |
| --------------------------------- | ------------- |
| جدول ترانه‌های استرالیا            | ۱             |
| جدول ترانه‌های اتریش               | ۲             |
| ۵۰ برتر بلژیک                     | ۵             |
| ۵۰ برتر بلژیک                     | ۳             |
| ۱۰۰ برتر کانادا                   | ۱             |
| جدول ترانه‌های دانمارک             | ۲             |
| ۴۰ برتر هلند                      | ۴             |
| ۱۰۰ برتر اروپا                    | ۱             |
| جدول ترانه‌های فنلاند              | ۱۷            |
| جدول ترانه‌های فرانسه              | ۲۱            |
| جدول ترانه‌های آلمان               | ۳             |
| جدول ترانه‌های ایتالیا             | ۲             |
| جدول ترانه‌های نیوزیلند            | ۱             |
| جدول ترانه‌های نروژ                | ۱             |
| جدول ترانه‌های سوئد                | ۲             |
| جدول ترانه‌های سویس                | ۲             |
| جدول ترانه‌های بریتانیا            | ۳             |
| بیلبورد ایالات متحده              | ۱۳            |
| بیلبورد ۱۰۰تای برتر ایالات متحده  | ۲             |
| بیلبورد مناطق حاره‌ای ایالات متحده | ۲۰            |
| بیلبورد ۴۰ مین‌استریم ایالات متحده | ۱             |
| جدول ترانه‌های ونزوئلا             | ۱             |

## انتشار
| منطقه        | تاریخ          | ناشر        | عرضه         |
| ------------ | -------------- | ----------- | ------------ |
| ایالات متحده | ۱۴ مه ۲۰۰۲     | آریستا      | سی‌دی، دانلود |
| اروپا        | ۸ ژوئیه ۲۰۰۲   | سونی بی‌ام‌جی | سی‌دی، دانلود |
| بریتانیا     | ۲۳ سپتمبر ۲۰۰۲ | آریستا      | سی‌دی، دانلود |